# 卫菩萨
卫菩萨（?—?），中国南北朝北齐政治人物，历任大司马、太尉、大將軍。
武平三年（572年）二月初七，齐后主任命卫菩萨为太尉，继承高长恭。武平四年（573年）四月戊午，以大司马、兰陵王高长恭为太保，大将军、定州刺史、南阳王高绰为大司马，大司马、太尉卫菩萨为大将军，司徒、安德王高延宗为太尉，司空、武兴王高普为司徒，开府仪同三司、宜阳王赵彦深为司空。不久，南阳王高绰继任卫菩萨的大将军之职。